# انجمن بیوشیمی جمهوری اسلامی ایران
انجمن بیوشیمی جمهوری اسلامی ایران یک انجمن علمی در حوزه بیوشیمی و علوم آزمایشگاهی است. محل این انجمن در شهر تهران قرا دارد. تاریخ تأسیس این انجمن به پیش از انقلاب ۱۳۵۷ می‌رسد و بازگشایی مجدد آن در تاریخ ۱۳۷۲ انجام شد.
این انجمن تا کنون ۸ کنفرانس ملی و بین‌المللی را برگزار کرده‌است.